# Luqa
Luqa er en lille by på Malta. Maltas internationale lufthavn ligger tæt ved Luqa.
35°51′35″N 14°29′21″Ø / 35.8597°N 14.4892°Ø